# Logical Unit Number

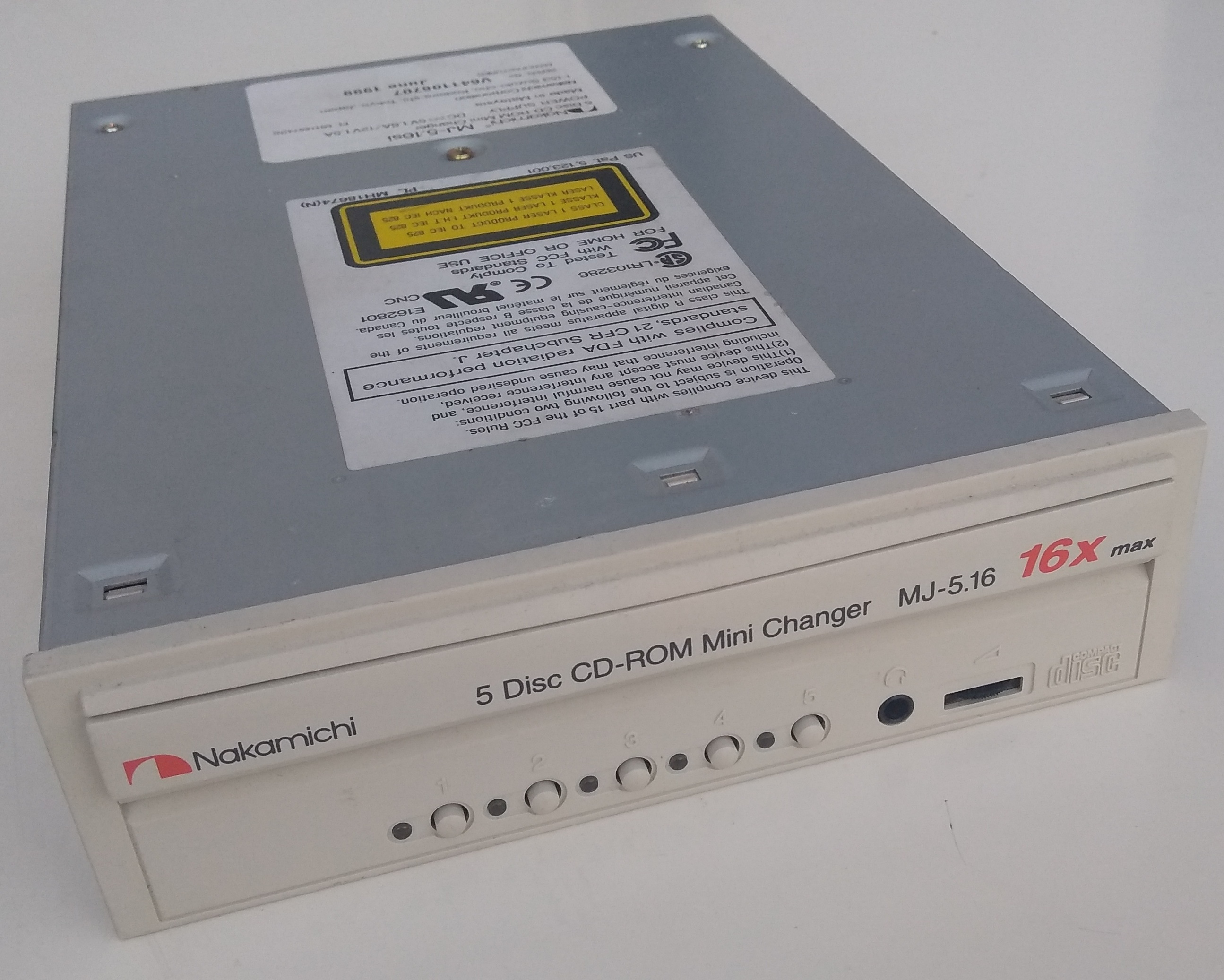
5-fach SCSI-CD-Wechsler von Nakamichi, jede der fünf CDs hat eine eigene LUN

Eine Logical Unit Number (LUN) ist ein Bezeichner für ein logisches Volume. Ursprünglich bezeichnete die LUN die Nummer eines SCSI-Geräts am SCSI-Bus, die typischerweise eine physische Festplatte identifizierte. Im modernen Gebrauch dient die LUN zur Bezeichnung eines logischen Speicherbereichs.
Ein ähnliches Abstraktionskonzept stellen die logischen Laufwerksbuchstaben unter Windows dar, die Festplatten zugewiesen werden. So wird das Betriebssystem üblicherweise von Laufwerk C: geladen, Benutzerdateien dagegen können auf einem möglichen zweiten logischen Laufwerk mit der Bezeichnung D: abgelegt werden. LUNs übernehmen eine ähnliche  Aufgabe, wobei nicht nur physische oder logische Festplattenbereiche adressiert werden, sondern ein weiter Bereich logischer Einheiten. Eine LUN  kann auf ein komplettes RAID, eine einzelne Festplatte oder Partition beziehungsweise definierte Speicherbereiche auf mehrere Festplatten oder Partitionen verweisen. In jedem Fall wird die logische Einheit als einzelnes Gerät behandelt und durch die LUN identifiziert.
Eine LUN ist eine eindeutige Kennung für das bereitgestellte Volume. Dieses lässt sich je nach Infrastruktur per SCSI, iSCSI, Glasfaserkabel oder ähnlichen Schnittstellen ansteuern. LUNs sind von zentraler Bedeutung für die Verwaltung von Block-Storage-Arrays, die über ein Storage Area Network (SAN) verteilt sind. Über LUN sind Konzepte abbildbar, die auch von RAID bekannt sind, beispielsweise Mirrored LUN zur redundanten Datenspeicherung auf mehreren Datenträgern oder Striped LUN zur Verbesserung von Verfügbarkeit und Zugriffszeit.
Der Begriff LUN stammt aus den Anfängen von SCSI, als bis zu acht Geräte an einem einzelnen SCSI-Bus mit jeweils einer logischen Nummer identifiziert wurde. Heute sind Server mit einem Dutzend und mehr LUNs üblich. Ihre Verbindung mit  einem herkömmlichen internen SCSI-Disk-Array ist nicht mehr die Regel, die Grundelemente des Server-Storages verweisen jedoch noch auf LUN.
Erstellt werden LUNs im Rahmen der Speicher-Bereitstellung (Storage-Provisionierung) mit Hilfe von Softwarewerkzeugen, die meist Teil einer Storage-Plattform sind. Verfügbare Laufwerke und LUNs werden dabei nicht mehr notwendigerweise 1:1 aufeinander abgebildet: Auf einem einzigen Laufwerk lassen sich problemlos zahlreiche LUNs anlegen, ebenso können Laufwerke in einem LUN zusammengefasst sein.